# Servant of the Mind
Albums de Volbeat
Rewind, Replay, Rebound
(2019)
Singles
1. Wait a Minute My Girl
Sortie : 2 juin 2021
2. Dagen Før
Sortie : 2 juin 2021
3. Shotgun Blues
Sortie : 23 septembre 2021
4. Becoming
Sortie : 28 octobre 2021

Servant of the Mind est le huitième album studio du groupe danois de heavy metal Volbeat, sorti le 3 décembre 2021 par Republic Records aux États-Unis et par Vertigo Records et Universal Records en Europe.

## Fiche technique

### Liste des chansons
| No  | Titre                 | Durée |
| --- | --------------------- | ----- |
| 1.  | Temple of Ekur        | 4:19  |
| 2.  | Wait a Minute My Girl | 2:28  |
| 3.  | The Sacred Stones     | 6:14  |
| 4.  | Shotgun Blues         | 4:28  |
| 5.  | The Devil Rages On    | 5:10  |
| 6.  | Say No More           | 4:40  |
| 7.  | Heaven's Descent      | 4:10  |
| 8.  | Dagen Før             | 4:09  |
| 9.  | The Passenger         | 3:37  |
| 10. | Step Into Light       | 4:56  |
| 11. | Becoming              | 4:13  |
| 12. | Mindlock              | 4:48  |
| 13. | Lasse's Birgitta      | 7:56  |

### Membres
Volbeat
- Michael Poulsen : chant, guitare rythmique
- Jon Larsen : batterie
- Rob Caggiano : guitare
- Kaspar Boye Larsen : guitare basse

## Classements hebdomadaires
| Classement (2021)                  | Meilleure place |
| ---------------------------------- | --------------- |
| Allemagne (Media Control AG)       | 1               |
| Autriche (Ö3 Austria Top 40)       | 1               |
| Belgique (Flandre Ultratop)        | 8               |
| Belgique (Wallonie Ultratop)       | 38              |
| Canada (Canadian Albums Chart)     | 56              |
| Danemark (Tracklisten)             | 1               |
| Espagne (Promusicae)               | 51              |
| États-Unis (Billboard 200)         | 91              |
| Finlande (Suomen virallinen lista) | 4               |
| France (SNEP)                      | 85              |
| Norvège (VG-lista)                 | 10              |
| Pays-Bas (Mega Album Top 100)      | 5               |
| Royaume-Uni (UK Albums Chart)      | 31              |
| Royaume-Uni (Rock & Metal Albums)  | 1               |
| Suède (Sverigetopplistan)          | 6               |
| Suisse (Schweizer Hitparade)       | 2               |